# A Year Without Rain
A Year Without Rain (рус. Год без дождя) — второй студийный альбом музыкального проекта Селены Гомес Selena Gomez & the Scene, изданный 17 сентября 2010 года. В работе над альбомом принимали участие Кэти Перри и RedOne. Композиции с A Year Without Rain относятся к жанрам данс-поп, электропоп с элементами дэнсхолла и техно.
A Year Without Rain дебютировал на 4-м месте американского альбомного чарта Billboard 200; за первую неделю было продано более 66.000 копий.

## История создания
В интервью для MTV News в феврале 2010 года Селена Гомес заявила: «Он [альбом] несколько другой — более взрослый — и в нём присутствует регги звучание». Также Гомес добавила, что решила не становиться основным автором песен, чтобы не брать на себя слишком большую ответственность. В том же интервью Селена заявила, что заинтересована в работе с продюсерами Антонио Армато, Тимом Джеймсом и Dr. Luke.
...все эти песни о том, через что я сама прошла, и поэтому я собрала всё это вместе. — Селена Гомес
В интервью для Digital Spy Гомес заявила, что не желает выпускать ещё один сингл с предыдущего альбома Kiss & Tell и ожидает начала работы над новым альбомом, которым станет абсолютно не похожим на предыдущий.
По словам Гомес для заглавия альбома было выбрано название самой первой песни, записанной для него; певица решила, что эта композиция должна стать основополагающей и добавила, что порядок песен в альбоме очень важен. Певица также пояснила, что источником вдохновения для большинства песен с альбома стали фанаты группы, а также, что жанровой основой композиций является танцевальная музыка и техно. Гомес пояснила, что желала бы создать что-то со «смыслом и мелодией, и более сильными текстами». На техно направленность альбома повлиял успех предыдущего хита группы — «Naturally», который, к тому же, был включен в международную версию альбома.
В июле 2010 года Гомес подтвердила информацию о том, что в альбом войдет композиция, написанная Кэти Перри; Перри также записала для неё партию бэк-вокала. 17 августа 2010 года был объявлен список композиций альбома.

## Композиция
В альбоме доминируют черты жанров данс-поп и электропоп, также присутствует звучание евродэнса, регги и дэнсхолла. В большинстве песен присутствуют электронные эффекты, применяемые к голосу. Тексты песен, в основном, затрагивают тематику любви, свободы и радости жизни.

## Критика
Альбом, в основном, был воспринят положительно. Журнал Billboard посчитал, что музыкальная составляющая намного сильнее лирической. The Washington Post писал, что альбом лучше предыдущего Kiss & Tell и назвал Гомес «более молодой версией Кэти Перри». About.com также склонился в пользу второго альбома по сравнению с первым, отметив, что проект Selena Gomez & the Scene за прошедший год претерпел музыкальную эволюцию; A Year Without Rain — хорошо сделанный и приятный поп-альбом.

## Синглы
Первый сингл с альбома «Round & Round» был издан 22 июня 2010 года и получил положительные отзывы музыкальных критиков. Он дебютировал на 24 месте чарта Billboard Hot 100, а также занял места в чартах европейских стран.
Вторым синглом стала одноимённая композиция «A Year Without Rain». Сингл был издан 7 сентября 2010 года. Он дебютировал на 35 месте в США и 37 в Канаде.

## Список композиций
| №   | Название                               | Автор(ы)                                                               | Продюсер                  | Длительность |
| --- | -------------------------------------- | ---------------------------------------------------------------------- | ------------------------- | ------------ |
| 1.  | «Round & Round»                        | Kevin Rudolf, Andrew Bolooki, Fefe Dobson, Jeff Halavacs, Jacob Kasher | Rudolf, Bolooki, Halavacs | 3:06         |
| 2.  | «A Year Without Rain»                  | Lindy Robbins, Toby Gad                                                | Gad                       | 3:54         |
| 3.  | «Rock God»                             | Katy Perry, Priese Prince LaMont Board, Victoria Jane Horn             | Rock Mafia                | 3:08         |
| 4.  | «Off the Chain»                        | Tim James, Antonina Armato, Devrim Karaoglu                            | Rock Mafia                | 4:03         |
| 5.  | «Summer's Not Hot»                     | Armato, James, Nadir Khayat                                            | Rock Mafia, RedOne        | 3:05         |
| 6.  | «Intuition» (featuring Eric Bellinger) | Gad, Eric Bellinger, Robbins                                           | Gad                       | 2:59         |
| 7.  | «Spotlight»                            | Peer Åström, Shelly Peiken, Adam Anders, Nikki Hassman                 | Åström, Anders            | 3:31         |
| 8.  | «Ghost of You»                         | Peiken, Jonas Jeberg, Rasmus Seebach                                   | Jeberg                    | 3:23         |
| 9.  | «Sick of You»                          | Matt Squire, Lucas Banker                                              | Squire                    | 3:23         |
| 10. | «Live Like There's No Tomorrow»        | Matt Bronleewe, Nicky Chinn, Andrew Fromm, Meghan Kabir                | Superspy                  | 4:07         |

| №   | Название                                                     | Автор(ы)                                    | Длительность |
| --- | ------------------------------------------------------------ | ------------------------------------------- | ------------ |
| 11. | «Round & Round» (Dave Audé Radio Remix)                      | Rudolf, Bolooki, Dobson, Halavacs, Kasher   | 3:33         |
| 12. | «A Year Without Rain» (EK's Future Classic Remix Radio Edit) | Gad, Robbins                                | 4:05         |
| 13. | «A Year Without Rain» (испанская версия)                     | Edgar Cortazar, Gad, Mark Portmann, Robbins | 3:30         |

| №  | Название                                              | Длительность |
| -- | ----------------------------------------------------- | ------------ |
| 1. | «Girl Meets World» (extended edition)                 |              |
| 2. | «Girl on Film» (behind the scenes at the photo shoot) |              |
| 3. | «A Year Without Rain Video Shoot» (behind the scenes) |              |
| 4. | «Round & Round» (видеоклип)                           |              |
| 5. | «Naturally» (видеоклип)                               |              |

- Международная версия альбома включает в себя песню «Naturally» под номером 3, а все последующие песни, включая бонус-треки, сдвигаются на 1 номер дальше[17][18].

## Позиции в чартах
A Year Without Rain дебютировал в чарте Billboard 200 на 4 месте; было продано более 66.000 копий за первую неделю продаж, таким образом альбом оказался несколько успешнее Kiss & Tell.
| Чарт (2010)                     | Лучший результат |
| ------------------------------- | ---------------- |
| Australian Albums Chart         | 46               |
| Austrian Albums Chart           | 19               |
| Belgian Albums Chart (Flanders) | 11               |
| Belgian Albums Chart (Wallonia) | 21               |
| Canadian Albums Chart           | 6                |
| Czech Republic Album Chart      | 9                |
| European Albums Chart           | 14               |
| French Albums Chart             | 26               |
| German Albums Chart             | 22               |
| Greek Album Chart               | 41               |
| Hungarian Albums Chart          | 23               |
| Irish Albums Chart              | 40               |
| Italian Albums Chart            | 28               |
| Mexican Albums Chart            | 17               |
| Netherlands Albums Chart        | 51               |
| New Zealand Albums Chart        | 24               |
| Polish Albums Chart             | 11               |
| Portuguese Albums Chart         | 9                |
| Spanish Albums Chart            | 7                |
| Swiss Albums Chart              | 37               |
| UK Album Chart                  | 14               |
| US Billboard 200                | 4                |

## Издание альбома
| Страна         | Дата             | Формат    | Лейбл               |
| -------------- | ---------------- | --------- | ------------------- |
| Польша         | 17 сентября 2010 | CD        | Universal Music     |
| Канада         | 21 сентября 2010 | CD/CD+DVD | Universal Music     |
| Германия       | 21 сентября 2010 | CD/CD+DVD | Universal Music     |
| США            | 21 сентября 2010 | CD/CD+DVD | Hollywood Records   |
| Австралия      | 24 сентября 2010 | CD+DVD    | Universal Music     |
| Мексика        | 24 сентября 2010 | CD+DVD    | Universal Music     |
| Великобритания | 4 октября 2010   | CD/CD+DVD | Fascination Records |
| Бразилия       | 15 октября 2010  | CD/CD+DVD | Universal Music     |
| Индия          | 29 октября 2010  | CD/CD+DVD | Universal Music     |